# Anaxagorea rufa
Anaxagorea rufa är en kirimojaväxtart som beskrevs av Timmerman. Anaxagorea rufa ingår i släktet Anaxagorea och familjen kirimojaväxter. Inga underarter finns listade i Catalogue of Life.